# Der Präsident (1928)
Der Präsident ist eine deutsche Stummfilm-Politsatire aus dem Jahre 1928 von Gennaro Righelli mit Iwan Mosjukin in der Titelrolle. Die Geschichte basiert auf dem Roman Der Präsident von Costa Nuova von Ludwig von Wohl.

## Handlung
Irgendwo in Lateinamerika. Bauer Pepe Torre ist ein ziemlich fauler Zeitgenosse, sein einziger Zeitvertreib, der ihm Vergnügen bereitet, ist den ganzen Tag Zeitung zu lesen. Und so erfährt Pepe, dass der einflussreiche, heimliche Herrscher seines Landes Costa Nuova, der steinreiche Conde de Valdez, plant, demnächst bei der anstehenden Präsidentenwahl seinen zukünftigen Schwiegersohn Don Geronimo Cortez als aussichtsreichen Kandidaten antreten zu lassen. Bei einer Autopanne lernt Pepe eines Tages dessen Braut in spe, Manuela de Valdez, kennen und ist sofort entflammt von ihr. Pepe sucht fortan jede Gelegenheit, um Manuela nahe sein zu können. Warum also nicht in die hohe Politik einsteigen, wenn dies einer dieser Möglichkeiten sein sollte? Und so schafft sich der freundliche Einfaltspinsel trickreich den Zugang zur Sitzung, in der die Aufstellung der Präsidentschaftskandidaten beschlossen und verkündet wird. Da Pepe durchaus wortgewaltig ist, hält er dort sogleich eine flammende Rede, mit der er schlagartig die Aufmerksamkeit erhält, die er haben wollte. 
Der Vertreter der Freiheitspartei ist begeistert von dem volksnahen Politneuling und engagiert daraufhin Pepe als dessen Werbechef. Erst spät erfährt Pepe, dass die Konkurrenzpartei Don Geronimo als Präsidentschaftskandidaten aufgestellt hat. Da er diesen Konkurrenten ausstechen muss, um, wie er glaubt, das Herz Manuelas gewinnen zu können, verkündet Pepe in seiner Funktion als neuer Chefagitator seiner Partei über das Radio kurzerhand, dass auch er sich um das Amt des Staatschefs von Costa Nuova bewerben werde. Pepe mag zwar weder erfahren noch geschliffen in seiner Präsenz sein, dafür weiß der mitten aus dem Volke stammende Bauer die Herzen der Massen zu gewinnen und wird schließlich der neue Präsident des Landes. Tatsächlich ist Manuela jetzt auch bereit, ihn zu heiraten. Zu spät erkennt Pepe freilich, dass es bei ihr nicht die große Liebe ist, sondern dass Manuela lediglich die Frau des Präsidenten werden wollte. Tief enttäuscht trägt sich Pepe daraufhin mit dem Gedanken, das Amt gleich wieder niederzulegen. Im entscheidenden Moment aber versichert Manuela dem neuen Volkstribun, dass auch sie für ihn Gefühle entwickelt habe.

## Produktionsnotizen
Der Präsident entstand im Dezember 1927 und Januar 1928 in den Filmstudios von Staaken und der Efa sowie mit Außenaufnahmen in Nizza, passierte am 20. März 1928 die Filmzensur und wurde wenig später in Berlins Primus-Palast uraufgeführt. 
Robert Neppach gestaltete die Filmbauten. Fred Lyssa war der Aufnahmeleiter. 

## Kritik
Die Stunde meinte, „Mosjoukine bietet als Pepe Torre eine seiner Meisterleistungen. Überraschend ist im ersten Teil des Films die Enthüllung seiner Qualitäten als Komiker. Mosjoukine erinnert in den Sitzungsszenen immer wieder an Chaplin und man bedauert, daß die Handlung des Films später ins sentimental-tragische abbiegt.“
In dem österreichischen Blatt „Freiheit!“ ist zu lesen: „Der Film ist eine feingezeichnete Komödie. (…) Der Regisseur Righelli füllt den Film mit seinen launigen Einfällen, die seine Schöpfung zu einem der amüsantesten Filme der letzten Zeit machen. Iwan Mosjoukine als Bauer Pepo [sic!] ist in der Darstellung seiner Rolle ausgezeichnet. Er besitzt Mimik und Humor. Diese Eigenschaften übertragen sich nicht nur auf Gesten, sondern auch auf Bewegungen.“